# Horizons et débats
Horizons et débats es un periódico semanal suizo de opinión, de tendencia libertario y humanista, que se publica desde Zúrich. Es miembro de la Red Voltaire. Tiene una versión en alemán, "Zeit-Fragen".